# Bhuban
Bhuban é uma cidade e uma notified area committee no distrito de Dhenkanal, no estado indiano de Orissa.

## Geografia
Bhuban está localizada a 20° 53′ N, 85° 50′ L. Tem uma altitude média de 64 metros (209 pés).

## Demografia
Segundo o censo de 2001, Bhuban tinha uma população de 20,134 habitantes. Os indivíduos do sexo masculino constituem 52% da população e os do sexo feminino 48%. Bhuban tem uma taxa de literacia de 68%, superior à média nacional de 59.5%; a literacia no sexo masculino é de 76% e no sexo feminino é de 60%. 11% da população está abaixo dos 6 anos de idade.